# Gunnar Berg (Mediziner)
Gunnar Berg (* 20. Februar 1907 in Dresden; † 16. Februar 1974 in Borstel bei Bad Oldesloe) war ein deutscher Internist und Nationalsozialist schwedischer Herkunft.

## Leben
Gunnar Berg war der Sohn des schwedischen Ernährungswissenschaftlers Ragnar Berg und dessen deutscher Ehefrau. Er beendete seine Schullaufbahn 1926 mit dem Abitur und begann zunächst ein Chemiestudium an der Technischen Hochschule Dresden sowie der Universität Greifswald. Von 1927 bis 1931 absolvierte er ein Medizinstudium an den Universitäten Berlin, Greifswald, Marburg sowie Heidelberg, das er mit dem Staatsexamen abschloss. Anschließend wurde er zum Dr. med. promoviert und absolvierte sein einjähriges Medizinalpraktikum an der Heidelberger Ludwig-Krehl-Klinik.
Schon als Jugendlicher gehörte er 1923 der Marine-Brigade Ehrhardt an und meldete sich im selben Jahr zur Aufnahme in die NSDAP. Danach wandte er sich völkisch-rechtsextremen Organisationen zu: Er schloss sich in Dresden dem Frontbann und anschließend dem Völkisch-Sozialen Block an. Zu Beginn seines Studiums trat er 1926 dem NS-Studentenbund (NSDStB) in Greifswald bei. Ab 1928 war er Mitglied der Sturmabteilung, in der er den Rang eines Sanitäts-Standartenführers erreichte. In die neu gegründete NSDAP trat er zum 1. Mai 1932 ein (Mitgliedsnummer 1.139.847) und erhielt im selben Jahr die deutsche Staatsbürgerschaft.
In Heidelberg war er ab Anfang Januar 1933 die folgenden Jahre als Assistenzarzt bei den Internisten Richard Siebeck und Johannes Stein sowie auch ein dreiviertel Jahr bei dem Neurologen Viktor von Weizsäcker tätig. Die Facharztausbildung zum Internisten schloss er 1938 ab. Er übernahm nach Beginn des Zweiten Weltkrieges ab November 1939 die stellvertretende Leitung der Magenabteilung im Reservelazarett Heidelberg. Im Juni 1940 habilitierte sich Berg mit einer Schrift zu charakteristischen Wesenszügen magenkranker Soldaten in Heidelberg, obwohl er bis dahin lediglich zwei medizinische Schriften verfasst hatte. Im Oktober 1940 erhielt er die Lehrbefugnis für Innere Medizin und Berufskrankheiten und wirkte anschließend als Privatdozent. Gemeinsam mit seinem Mentor Stein wechselte er Anfang 1941 an die Reichsuniversität Straßburg. Berg gehörte auch dem NS-Ärztebund und dem NS-Dozentenbund an.
Nach Kriegsende war er ab 1948 Chefarzt am Tuberkulose-Forschungsinstitut Borstel. Anfang der 1950er Jahre gehörte er dem Herrenclub in Hamburg an, einem von dem ehemaligen NS-Funktionär Gustav Adolf Scheel initiierten Zusammenschluss von Altnazis, welcher in Verbindung zum Naumann-Kreis stand. Ab 1958 saß er zudem der Riksföreningen Sverige-Tyskland vor, einer schwedischen rechtsradikalen Organisation. Im Verein Nation Europa-Freunde e. V. übernahm er den stellvertretenden Vorsitz.